# Adrianus van 't Verlaat
Adrianus van 't Verlaat (9 september 1918 – 13 januari 2010) was een Nederlands politicus van de CHU en later het CDA.
Hij was gemeentesecretaris van Bergambacht voor hij in september 1965 benoemd werd tot burgemeester van Zevenhuizen. Hij zou die functie blijven vervullen tot juli 1982. Daarna verhuisde het echtpaar Van 't Verlaat naar Zeist en begin 2010 overleed hij op 91-jarige leeftijd. Sportpark Van 't Verlaat in Zevenhuizen is naar hem vernoemd.